# Cahan
Cahan és un municipi francès, situat a la regió de Normandia, al departament de l'Orne. La comuna forma part de l'àrea coneguda com a Suisse Normande. La comuna està formada per la següent col·lecció de pobles i llogarets, Fourneaux, La Bijude, Le Haut Vardon, Le Bas Vardon i Cahan. La comuna té 2 cursos d'aigua que travessen el riu Noireau i 1 rierol la Mare des Bois.